# Флаг Балтасинского района
Флаг Балтаси́нского муниципального района Республики Татарстан Российской Федерации — опознавательно-правовой знак, служащий официальным символом муниципального образования.

## Описание
«Флаг представляет собой прямоугольное голубое полотнище с отношением ширины к длине 2:3, воспроизводящее фигуры герба: вдоль нижнего края зелёную полосу в 3/10, над ней посередине полотнища — медведя с топором, а вплотную к древку — сруб в три бревна, воспроизведённые жёлтым, чёрным и белым цветом».

## Обоснование символики
Флаг разработан на основе герба района, который языком символов и аллегорий отражает природные и культурные особенности района.
В основе топонима «Балтаси» (тат. «Балтач») присутствует легендарное имя одного из основателей села. Слово «балтач» производно от татарского «балта» — топор (балтачы, балта остасы — человек, владеющий топором; мастер-плотник).
Главной фигурой флага является медведь, держащий в лапах топор. Медведь — традиционный символ мощи, силы, уверенности, хозяин леса. Медведь не только аллегория рачительного хозяина, но и мастера (плотника), строителя. Медведь возводит дом, что подчёркивает широко известные традиции и искусность балтасинских мастеров по дереву.
Традиционный геральдический приём — «вооружение» — изображение когтей, зубов и языка одним цветом с самой фигурой медведя, подчёркивает мирные намерения жителей. Цвет топора — белый (серебро) — символизирует чистоту, совершенство, мир и взаимопонимание.
Природная тематика указывает на одно из главных богатств района — лес. Поэтому медведь, как хозяин леса, является и аллегорией защиты, бережного отношения населения района к своей природе.
Большое значение природных ресурсов в жизни района подчёркнуто цветовой гаммой флага:
- зелёный цвет — символ природы, здоровья, молодости и жизненных сил;
- голубой цвет — символ чести, благородства, духовности, олицетворяет природные памятники — реку Шошму и гордость района — озеро Кара-Куль;
- жёлтый (золото) — символ урожая, богатства, стабильности, интеллекта, уважения.